# Lőkösháza
Lőkösháza (rumänisch Leucușhaz) ist eine ungarische Gemeinde im Kreis Gyula im Komitat Békés. Sie befindet sich ungefähr zwei Kilometer nördlich der Grenze zu Rumänien.

## Gemeindepartnerschaft
- Dorobanți, Rumänien

## Sehenswürdigkeiten
- 1956er-Gedenkstätte (1956-emlékhely)
- Römisch-katholische Kirche Fatimai Szent Szűz
- Schloss Vásárhelyi–Bréda (Vásárhelyi–Bréda-kastély), erbaut um 1810
- Szent-István-Büste

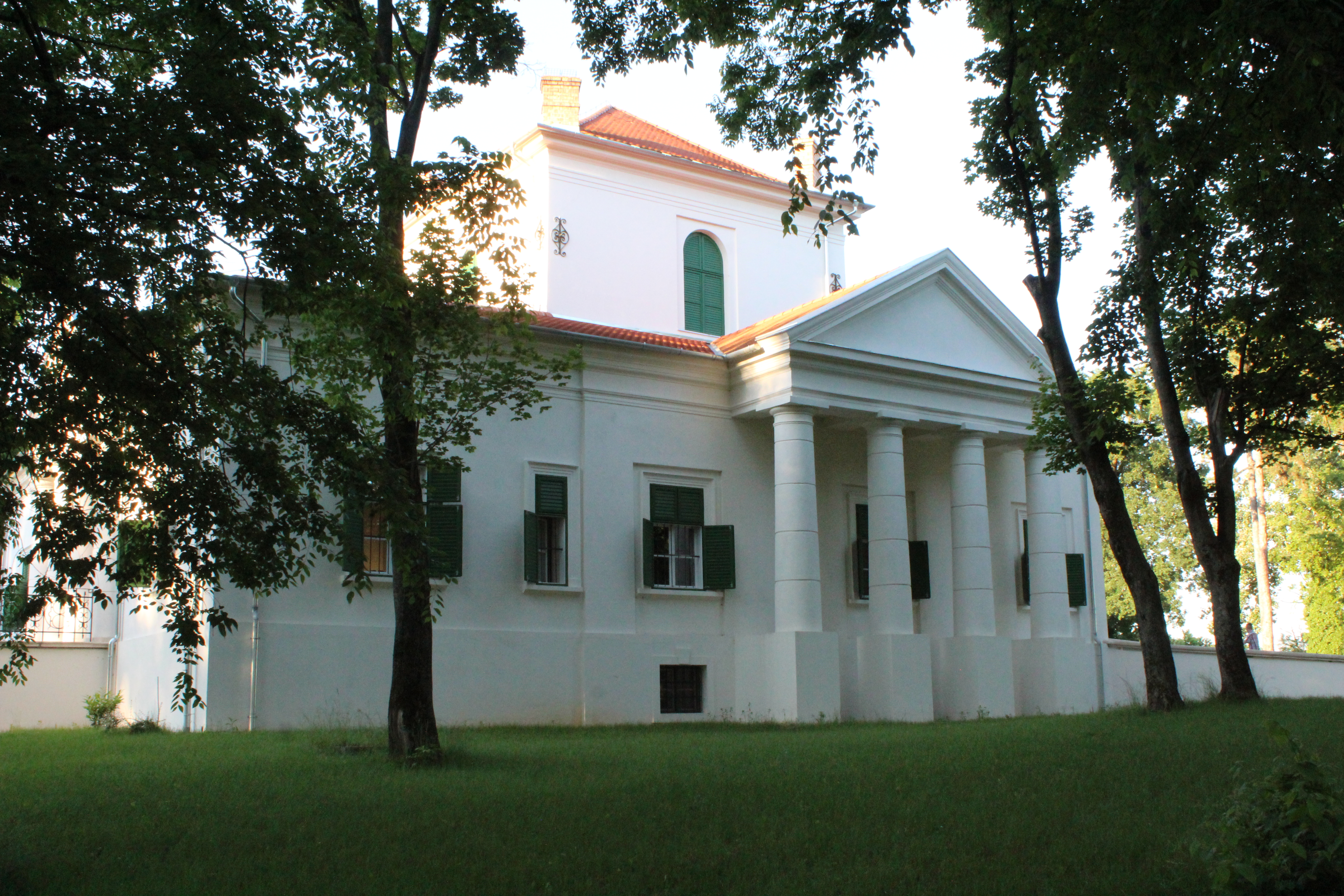
Schloss Vásárhelyi–Bréda
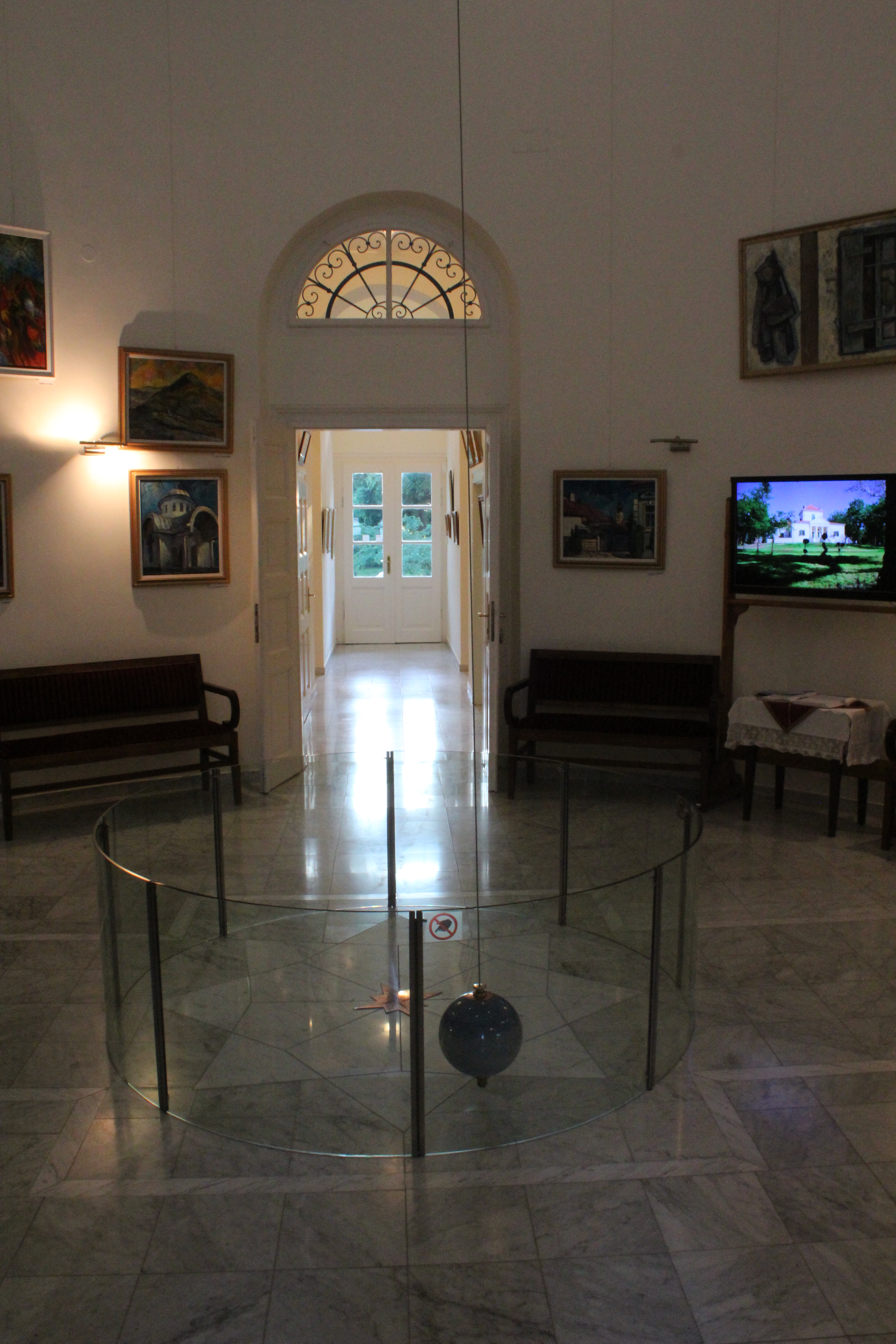
Foucaultsches Pendel im Schloss
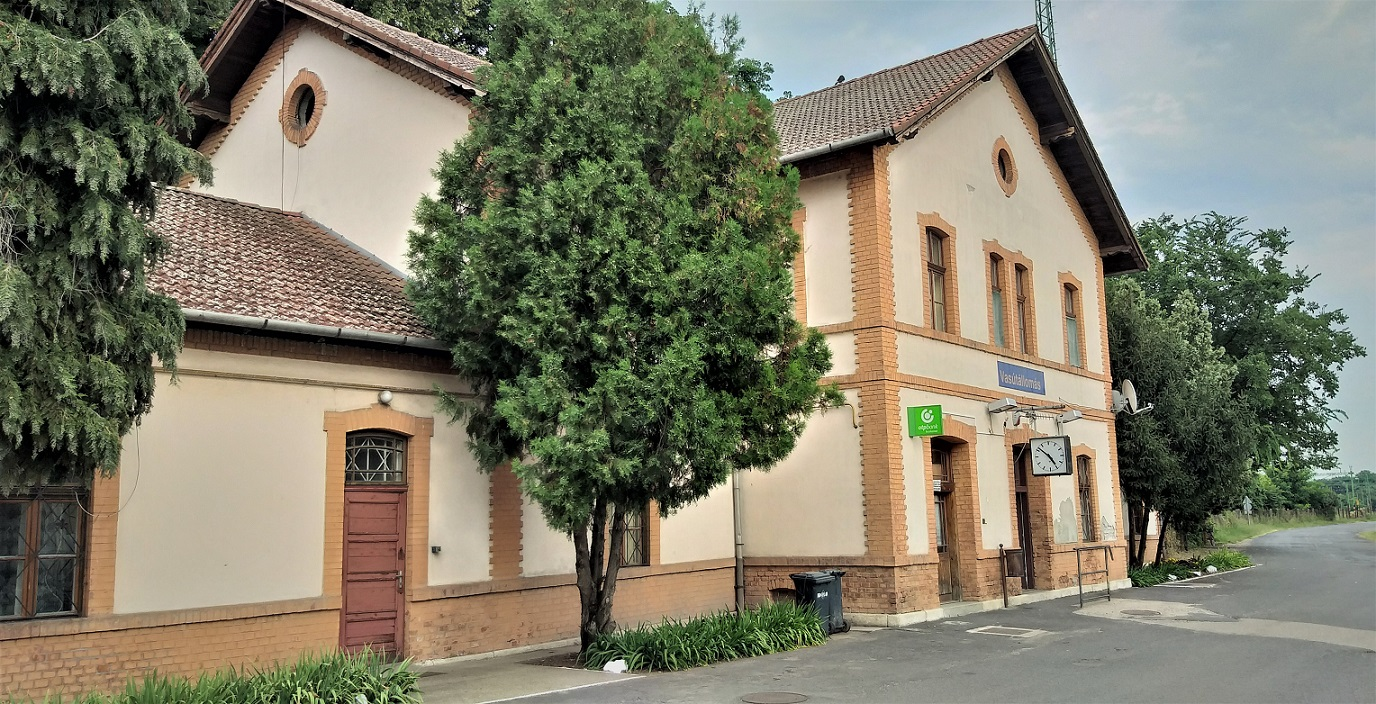
Bahnhof

## Verkehr
Durch die Gemeinde verläuft die Landstraße Nr. 4444. Lőkösháza ist angebunden an die Bahnstrecken von Budapest nach Bukarest über Timișoara bzw. Sibiu.